# ياريمباغ (صمصاد)
ياريمباغ (بالكردية: Xornif‏) (بالتركية: Yarımbağ)‏ هي قرية كرديّة تتبع إداريّاً لمديرية صمصاد في محافظة أديامان التركية، بلغ عدد سكانها 353 نسمة في عام 2021 ويتبعها نجع اينجه علي.